# Фанні де Сіверс
Фанні де Сіверс, до шлюбу Ісак (ест. Fanny de Sivers (Isak); *20 жовтня 1920, Пярну — †22 червня 2011, Обонн) — естонська мовознавиця, літературна дослідниця та есеїстка.

## Біографія
Фанні де Сіверс вивчала гуманітарні науки та мистецтво в Тартуському університеті з 1938 до 1941 рр., у 1941 році залишила Естонію, переїхавши в Німеччину, одружилася з фон Сіверсом. Навчалася в університетах у Бреслау, Вюрцбурзі та Іннсбруку та отримала академічний рівень ліцензії в Парижі та Лунді (Швеція).
З 1949 року Фанні де Сіверс жила у Франції, де вона працювала перекладачкою та секретаркою в державних закладах, з 1964 до 1968 року вона працювала лінгвісткою у Французькому національному центрі наукових досліджень. У 1993-1994 роках працювала запрошеною професоркою в Тартуському університеті.
Фанні де Сіверс була ревнивою прибічницею християнства.